# Шапа, Пётр Иванович
Пётр Иванович Шапа — советский хозяйственный, государственный и политический деятель.

## Биография
Родился в 1936 году в Бессарабии. Член КПСС с 1961 года.
С 1959 года — на хозяйственной, общественной и политической работе. В 1959—1988 гг. — главный механик Кишиневското хлебокомбината, младший научный сотрудник отдела механизации и автоматизации Молдавского научно-исследовательского института пищевой промышленности, руководитель группы, главный конструктор отдела насосов специального конструкторского бюро скважинных электронасосов для водоподъема, секретарь
Ленинского райкома Компартии Молдавии, слушатель Высшей партийной школы при ЦК КПСС, инспектор отдела организационно-партийной работы ЦК Компартии Молдавии, первый секретарь Фрунзенского райкома Компартии Молдавии, заведующий промышленно-транспортным отделом ЦК Компартии Молдавии, первый секретарь Тираспольского горкома Компартии Молдавии, заместитель Председателя Совета Министров Молдавской ССР.
Избирался депутатом Верховного Совета Молдавской ССР 9-11-го созывов.
Жил в Молдавии.